# Guy Le Fèvre de La Boderie
Guy Le Fèvre de La Boderie (* 9. August 1541 in Falaise; † 10. Juni 1598 ebenda) war ein französischer Dichter, Humanist und Orientalist.

## Leben und Werk
Guy Le Fèvre de La Boderie war ab 1562 Schüler des Orientalisten Guillaume Postel. Er vervollständigte seine Kenntnis des Hebräischen, Syrischen und Arabischen und wurde zum bevorzugten Interpreten seines Lehrers, der selbst nicht mehr veröffentlichen durfte. Auf Postels Empfehlung arbeitete er drei Jahre an der Antwerpener Polyglotten-Bibel (1568–1572). Er veröffentlichte christliche Lyrik, weitere groß angelegte Schriften, die sich an Dante und an Ezechiel orientieren (L’Enciclie; La Galliade) und die mit Victor Hugos La Légende des siècles verglichen wurden, sowie Übersetzungen aus dem Latein und aus dem Italienischen. Die Mehrheit seiner Werke liegt in modernen Ausgaben vor.

## Werke

### Originalwerke
- L’Encyclie des secrets de l’éternité. C. Plantin, Antwerpen 1570.
- La Galliade, ou De la révolution des arts et sciences. G. Chaudière, Paris 1578, 1582.
  - (kritische Ausgabe) Hrsg. François Roudaut. Klincksieck, Paris 1994.
- Hymnes ecclésiastiques, cantiques spirituels et autres meslanges poétiques. R. Le Mangnier, Paris 1578. 2. Auflage 1582.
  - (kritische Ausgabe) Hymnes ecclésiastiques, 1578. Hrsg. Jean Céard. Droz, Genf 2014. (Einleitung von Jean Céard und Franco Giacone)
- Diverses meslanges poetiques. R. Le Mangnier, Paris 1579, 1582.
  - (kritische Ausgabe) Hrsg. Rosanna Gorris. Droz, Genf 1993.

### Übersetzungen
- Marsilio Ficino: Discours de l’honneste amour sur le «Banquet» de Platon. Jean Macé, Paris 1578. (Sopra l’amore o vero Convito di Platone)
- Marsilio Ficino: De la Religion chrestienne catholiques./Giovanni Pico della Mirandola: De la dignité de l’homme. G. Beïs, Paris 1578.
- Marsilio Ficino: Les trois livres de la vie. Fayard, Paris 2000. (De vita libri très)
- Francesco Giorgio (1460–1540): L’harmonie du monde divisée en trois cantiques. / Giovanni Pico della Mirandola: L’Heptable. Jean Macé, Paris 1578. (De Harmonia mundi totius/ ?)
- Cicero: De la Nature des dieux. A. L’Angelier, Paris 1581. (De natura deorum)